# Metamagnusia marani
Espèce
Metamagnusia marani est une espèce d'amphibiens de la famille des Microhylidae.

## Répartition
Cette espèce est endémique de la province indonésienne de Papouasie en Nouvelle-Guinée occidentale. Elle n'est connue que dans les monts Wondiwoi, dans la péninsule Wandammen, entre 700 et 900 m d'altitude.

## Étymologie
Cette espèce est nommée en l'honneur de Salom Marani, un ami papou de Rainer Günther qui a recueilli le premier spécimen type.

## Publication originale
- Günther, 2009 : Metamagnusia and Pseudocallulops, two new genera of microhylid frogs from New Guinea (Amphibia, Anura, Microhylidae). Zoosystematics and Evolution - Mitteilungen aus dem Museum für Naturkunde in Berlin, vol. 85, p. 171-187.